# Red Sky
Pour plus de détails, voir Fiche technique et Distribution.
Red Sky est un film d'action américain réalisé par Mario Van Peebles et sorti en 2014. 

## Synopsis
Un ancien pilote de Top Gun, Butch Masters doit retrouver une arme de destruction massive tombée aux mains de terroristes. Ce pilote d'élite de l'armée américaine, participe à une mission qui tourne au fiasco. La catastrophe coûte la vie à plusieurs personnes. Le militaire est alors mis à la retraite. Mais sept ans plus tard, une situation désespérée oblige sa hiérarchie à faire à nouveau appel à ses services. Butch est alors chargé de mener une équipe pour retrouver cette arme de destruction massive, qui a disparu des écrans radars. C'est alors qu'il découvre que Tom Craig, son ancien partenaire, fait partie des terroristes qu'il doit combattre. Il doit donc réussir à mettre son passé et ses sentiments de côté pour atteindre ses objectifs.

## Fiche technique
- Titre original et français : Red Sky
- Réalisation : Mario Van Peebles
- Scénario : Randy Arrington et Adam Prince
- Direction artistique : Krystyna Loboda
- Musique : Timothy Williams
- Costumes : Arlene Castillo et Yana Glushanok
- Photographie : Ronald Hersey
- Son : David Barber
- Montage : Steve Mirkovich
- Production : Sergei Bespalov
- Sociétés de production : Aldamisa Entertainment, Invest Capital Film Group, Live Screen Pictures, MVP Films, Svarog Films Company et Swanfleet Holdings
- Sociétés de distribution : France Télévisions Distribution (France), Aldamisa Releasing (États-Unis)
- Budget : 25 millions de dollars
- Pays de production :  États-Unis
- Langue originale : anglais
- Format : Couleurs - 35 mm - 2.35:1 - Son Dolby numérique
- Genre : action
- Durée : 103 minutes
- Dates de sortie : 
  - États-Unis : 10 mars 2014 (vidéo)
  - France : 9 avril 2014 (vidéo)

## Distribution
- Cam Gigandet : Butch « Cobra » Masters
- Rachael Leigh Cook : Karen Brooks
- Shane West (VF : Stéphane Miquel[1]) : Tom Craig
- Brian Krause : Michael Banks
- Bill Pullman : John Webster
- Jason Gray-Stanford : Arliss Skidmore
- Mario Van Peebles (VF : Antoine Tomé[2]) : Jason Cutter
- J. C. Chasez : Alex « Profile » Cruz
- Kyle T. Heffner : Davis
- James Wellington : le chef d'État-Major des armées
- Randy Arrington : le chef des Opérations navales